# Soothe My Soul
„Soothe My Soul“ je dvanáctý song z alba Delta Machine britské hudební skupiny Depeche Mode. Vydání „Soothe My Soul“ jako singlu, bylo poprvé naznačeno během vystoupení v New Yorku na začátku března. Singl byl však vydán až 6. května 2013. Jeho autorem je Martin L. Gore a producentem je Ben Hillier. Doprovodné hudební video pro „Soothe My Soul“ režírovali: Warren Fu, Timothy Saccenti a Anton Corbijn (poradce, konzultant). To mělo premiéru na Vevo 28. března 2013. Jedná se o video pro "Single Edit" verzi. Singl byl nahrán v USA v roce 2012. Skupina zprvu uvažovala také o zařazení instrumentální verze skladby do setlistu, ale nakonec byla dostupná pouze v digitální verzi a na cd nebyla vydána. Píseň byla hrána během The Delta Machine Tour, ale od počátku zimní části turné je nahrazována staršími songy, přesto však byla zaznamenána Antonem Corbijnem na DVD se živým vystoupení skupiny na tomto turné. Jak uvedl hlavní skladatel skupiny Martin Lee Gore, refrén této písně musel třikrát předělávat, než dosáhl finální verze. Při poslechu této skladby lze rozeznat potenciální podobu s písní „Personal Jesus“ z alba Violator.

## Seznam skladeb
CD singl
1. „Soothe My Soul (Radio edit)“ – 3:57
2. „Goodbye (Gesaffelstein remix)“ – 3:51

CD maxi singl
1. „Soothe My Soul (Steve Angello vs. Jacques Lu Cont remix)“ – 7:02
2. „Soothe My Soul (Tom Furse - The Horrors remix)“ – 4:55
3. „Soothe My Soul (Billy F Gibbons and Joe Hardy remix)“ – 5:16
4. „Soothe My Soul (Joris Delacroix remix)“ – 6:56
5. „Soothe My Soul (Black Asteroid remix)“ – 5:35
6. „Soothe My Soul (Gregor Tresher Soothed remix)“ – 5:59

12" vinylový singl
1. „Soothe My Soul (Steve Angello vs. Jacques Lu Cont remix)“ – 7:02
2. „Soothe My Soul (Matador Remix)“ - 6:09
3. „Soothe My Soul (Destructo Remix)“ - 6:05
4. „Soothe My Soul (Gregor Tresher Remix)“ - 7:08